# Confessioni di un malandrino. Il meglio di Angelo Branduardi
Confessioni di un malandrino. Il meglio di Angelo Branduardi è una raccolta di canzoni di Angelo Branduardi pubblicata nel 1991. Rispetto alle precedenti, questa raccolta presenta delle varianti: alcuni brani sono totalmente remixati, in alcuni sono stati aggiunti degli strumenti e in altri Branduardi ha ricantato il brano interamente.

## Tracce
1. La luna
2. Confessioni di un malandrino
3. La serie dei numeri
4. Il dono del cervo
5. Alla fiera dell'est
6. Sotto il tiglio
7. La pulce d'acqua
8. Ballo in fa diesis minore
9. Il ciliegio
10. Il marinaio
11. Cogli la prima mela
12. Il signore di Baux
13. Tango
14. Madame

## Modifiche ai brani
Queste le variazioni riportate dall'autore nelle note di copertina:
- La luna: Aggiunte le chitarre elettriche, sfoltita la base ritmica, ricantata all'ottava bassa
- Confessioni di un malandrino: remix
- La serie dei numeri: qualche ritocco alle percussioni e remix
- Il dono del cervo: aggiunti charango e bongo, ritoccate le percussioni, ricantata
- Alla fiera dell'est: i bassi sono più profondi, remixata
- Sotto il tiglio: ricantata
- La pulce d'acqua: nuova la cassa, le maracas che porta il tempo, ricantata
- Ballo in fa diesis minore: potenziata la parte ritmica, soprattutto i tamburi gravi
- Il ciliegio: nuove chitarre, nuovo l'assolo di armonica, ricantata
- Il marinaio: invariata
- Cogli la prima mela: nuovo il suono etnico della cassa, esaltati gli strumenti arabi (aoud e kanun)
- Il signore di Baux: messi in evidenza i dulcimer e gli altri strumenti d'epoca, ricantata
- Tango: nuove le chitarre slide
- Madame: invariata

Nel 1992 Branduardi passa alla EMI e questo album verrà ristampato con il titolo Best Of.